# آنتی‌نئوپلاستیک مبتنی بر پلاتین
داروهای آنتی‌نئوپلاستیک مبتنی بر پلاتین(به انگلیسی: Platinum-based antineoplastic) (که به طور غیررسمی پلاتین‌ها نامیده می‌شوند) عوامل شیمی درمانی هستند که برای درمان سرطان استفاده می‌شوند. این داروها از نظر شیمیایی کمپلکس‌های شیمیایی حاویپلاتین هستند. این داروها برای درمان تقریباً نیمی از افراد تحت شیمی‌درمانی برای سرطان استفاده می‌شود. در این شکل از شیمی‌درمانی، داروهای متداول شامل سیس‌پلاتین، اکسالی‌پلاتین و کربوپلاتین هستند، اما بسیاری از داروهای این گروه در دست بررسی و توسعه هستند. به نظر می‌رسد افزودن داروهای شیمی‌درمانی مبتنی بر پلاتین به فرایند شیمی‌درمانی در زنان مبتلا به سرطان دهانه رحم زودرس، روند درمان را بهبود می‌بخشد و خطر عود را کاهش می‌دهد.

داروهای ضدسرطان تاییدشده مبتنی بر پلاتین
سیس‌پلاتین
کربوپلاتین
اکسالی‌پلاتین
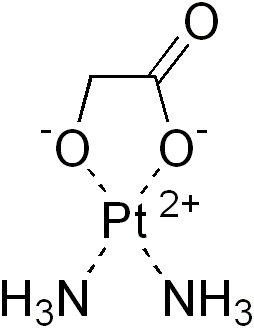
نداپلاتین

داروهای ضدسرطان در حال مطالعه مبتنی بر پلاتین
تری‌پلاتین تترانیترات
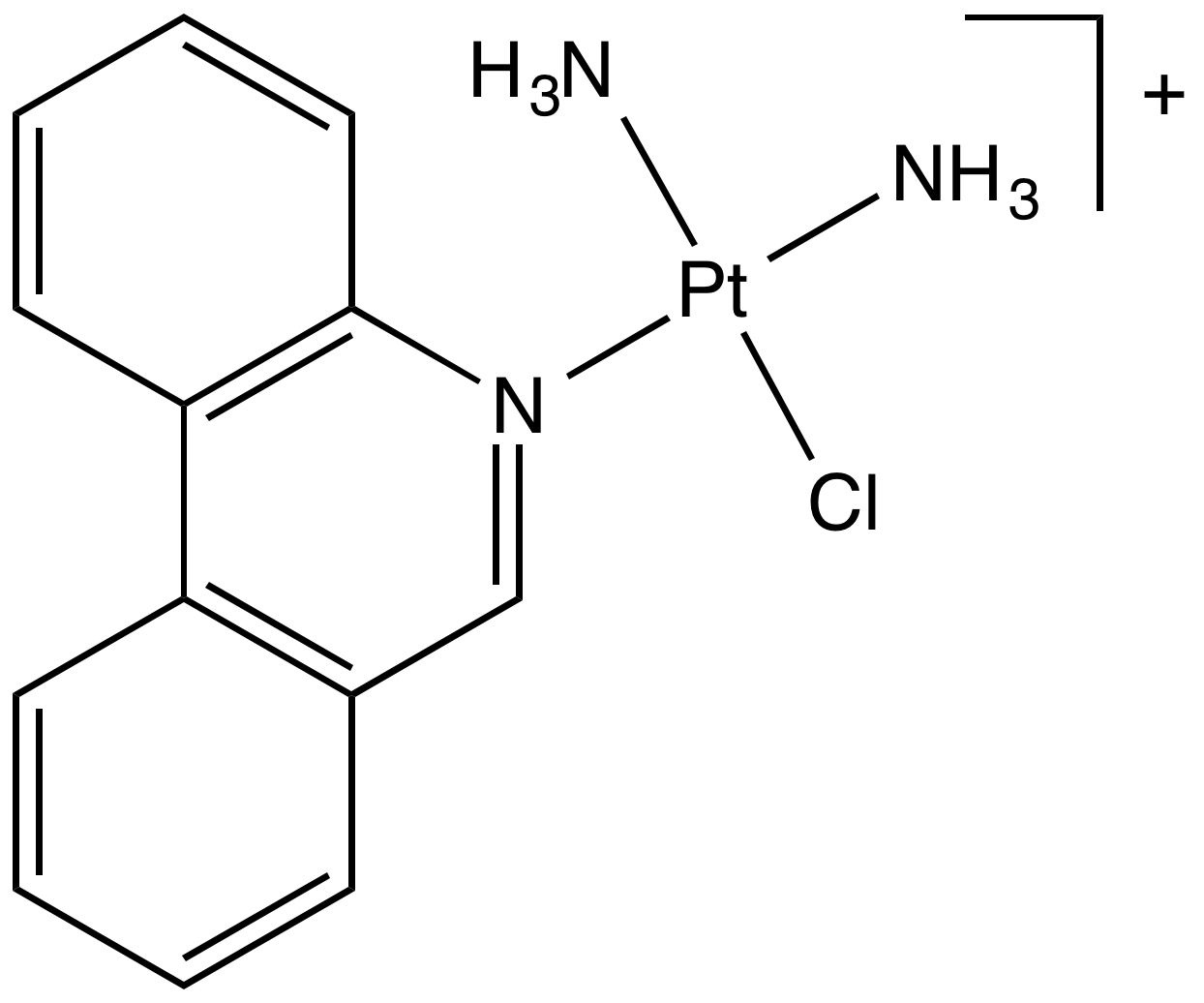
فنانتریپلاتین، یک داروی جدید ضدسرطان
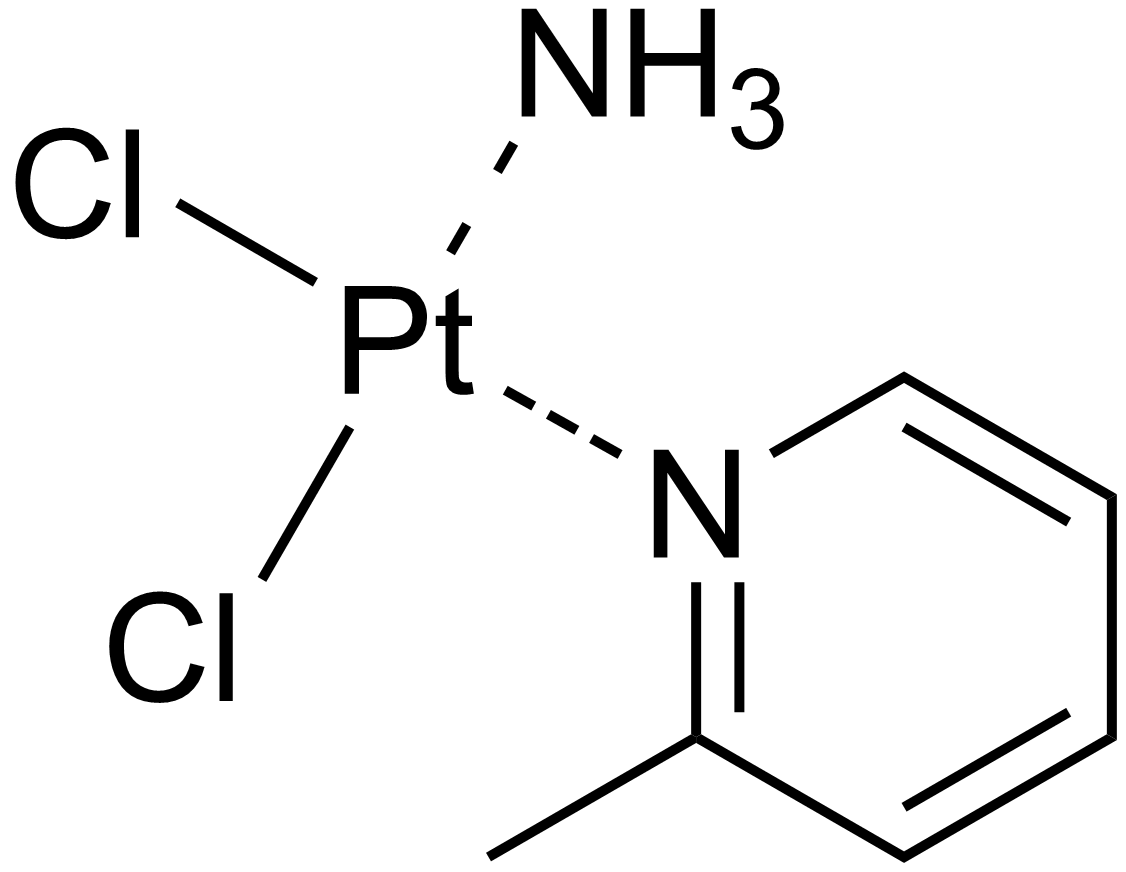
پیکوپلاتین، که در مراحل آزمایشات بالینی است
ساتراپلاتین